# Zisterzienserinnenkloster Orienten
Das Zisterzienserinnenkloster Orienten war von 1234 bis 1840 ein Kloster der Zisterzienserinnen in Rummen, heute in der Gemeinde Geetbets, Provinz Flämisch-Brabant, Erzbistum Mecheln-Brüssel in Belgien.

## Geschichte
Arnold VII. von Loon stiftete 1234 das Kloster Orienten in Rummen, nördlich Sint-Truiden. Im Laufe seiner Geschichte wurde das Kloster verwüstet, dann durch die Französische Revolution geschlossen und abgebaut. Laut Peugniez blieben die Nonnen bis 1840.